# Tapinella panuoides
Tapinella panuoides (Batsch) E.-J. Gilbert, Les Livres du Mycologue Tome I-IV, Tom. III: Les Bolets: 68 (1931)

## Descrizione della specie
Cappello
A spatola, irregolare, largo fino a 10 cm, di colore giallo-bruno o verde oliva, margine involuto come nelle specie del genere Paxillus, di cui è parente stretto.
Lamelle
Anastomizzate, decorrenti, color giallo sporco all'inizio, diventano bruno-ocra per via della sporata; facilmente asportabili dal cappello.
Gambo
Cilindrico, piccolo, molto spesso è anche assente.
Carne
Esile ai bordi, molle, color bianco sporco.
- Odore: fungino, leggero ed incostante.
- Sapore: mite, dolciastro.

Spore
5 x 4 µm, ovoidali, lisce, color bruno in massa.

## Habitat
Cresce spesso gregario e cespitoso, su legname di conifera, indistintamente in boschi marittimi o di montagna.

## Commestibilità
Vivamente sconsigliato!
Di sospetta tossicità da accumulo, riconducibile a quella del Paxillus involutus (sindrome paxillica), nonostante quest'ultima specie faccia parte di un'altra famiglia (Paxillaceae).

Pertanto la specie in questione va considerata non commestibile, anche per la sua consistenza suberosa.

## Sinonimi e binomi obsoleti
- Paxillus panuoides (Fr.: Fr.) Fr.
- Paxillus archeruntius (Humb.) Schrot.
- Paxillus lamellirugus (De Cand.) Quél.